# Pandemie covidu-19 v Evropě
Pandemie covidu-19 se do Evropy rozšířila dne 24. ledna 2020, kdy byl potvrzen první pozitivní případ ve francouzském Bordeaux. První obětí byl čínský turista, který byl 28. ledna přijat do nemocnice v Paříži a následně 14. února zemřel.
Existují studie, že se nemoc mohla objevit v Itálii již roku 2019. Analýza vývoje epidemie ukazuje, že k počátku došlo na přelomu roků 2019 a 2020.
V druhé polovině února prudce vzrostl počet případů v Itálii a infekce se zde šířila šířila velmi rychle, především na severu v oblastech Lombardie a Benátsko.
Dne 13. března Světová zdravotnická organizace prohlásila Evropu za hlavní ohnisko nákazy.
Od 17. března už každá evropská země potvrzený případ nemoci covid-19, přičemž poslední evropskou zemí bez potvrzeného případu byla Černá Hora.
Dne 18. března měla Evropa přes 70 000 nakažených a 3 000 úmrtí, čímž překonala Čínu. Mnoho evropských zemí bylo pandemií tvrdě zasaženo a v různých zemích byla přijata různá opatření jak k omezení šíření, tak ke zmírnění ekonomických důsledků.
Evropská unie byla původně kritizována za pomalou reakci a předsedkyně Evropské komise Ursula von der Leyen sebekriticky prohlásila, že pomoc zemím s pandemií byl opožděně realizován. Od té doby EU zavedla několik opatření k řešení pandemických i ekonomických důsledků. Několik zemí, zejména Itálie a Nizozemsko, mělo současně velmi odlišné názory na roli EU, což znesnadňovalo dohodu v eurozóně.

## Vnitrostátní opatření
Každá země si určovala různá opatření. V několika evropských zemích byla uzavřena pracoviště, školy a obchody a byla zakázána větší shromáždění. Opatření se ale v každé zemi lišila. V Itálii, Francii, Španělsku a na Kypru bylo občanům nařízeno, aby zůstali doma a nevycházeli ven, pokud to není nutné, což kontrolovala armáda a policie hlídkující v ulicích. Ve Spojeném království byly hospody po dlouhou dobu otevřené a různé akce byly povoleny, ale 23. března země zakázala všechna setkání více než dvou lidí. Většina zemí, včetně Česka, Chorvatska, Francie či Slovenska také uzavřela všechny školy. Švédsko bylo jednou z mála zemí, které nadále nechávaly otevřené základní školy, ale střední a vysoké školy byly zavřeny.
Různá opatření závisela částečně na tom, jak se situace v dané zemi vyvíjela, a částečně i na kultuře, vládě a zákonech dané země nebo oblasti. Existovaly také různé teorie o tom, co funguje nejlépe. Generální tajemník Světové zdravotnické organizace Tedros Adhanom Ghebreyesus však zdůraznil, že jedna metoda nestačí: „Nejen testy, nejen sledování infekce, nejen karanténa, nejen sociální distancování se. Udělejte vše.“
Mezi běžné typy opatření při uzavírání patří mimo jiné uzavření škol a univerzit, omezení shromažďování, omezení pohybu, uzavření obchodu a restaurací a zbytečných činností mimo domov. Většina evropských zemí se rozhodla zavřít základní, střední a vysoké školy. Ve většině evropských zemí byly otevřeny pouze obchody s potravinami a lékárny. V některých zemích, například v České republice a Rakousku bylo povoleno vykonávat různé určité činnosti za předpokladu, že budou mít lidé zakryté dýchací cesty. V mnoha státech, například v Belgii, pobaltských státech, Slovensku, Česku, či ve Španělsku byla zakázána všechna veřejná venkovní setkání.
Na evropské úrovni dlouhodobě vynikalo Spojené království a Švédsko, které byly při uzavírání opatření relativně restriktivní. Tyto země se setkaly s velkou kritikou. V polovině března Spojené království rychle změnilo strategii a tvrdilo, že má přístup k novým údajům. To znamenalo, že Švédsko vystupovalo na evropské a globální úrovni, což vedlo k diskusi a pozitivní i negativní kritice.

### Uzavření hranic
Česká republika dne 3. března pozastavila všechny lety z Itálie a Jižní Koreje. Dne 12. března vstup občanů do země z těchto států: Čína, Jižní Korea, Írán, Itálie, Francie, Španělsko, Německo, Švýcarsko, Norsko, Dánsko, Nizozemsko, Švédsko, Spojené království, Belgie a Rakousko. Od půlnoci 16. března Česko uzavřelo své státní hranice. Začal platit úplný zákaz vstupu cizích státních občanů na území České republiky, s výjimkou osob majících zde trvalý pobyt nebo povolení k přechodnému pobytu na více než 90 dnů.
Chorvatsko uzavřelo dne 14. března hranice s Bosnou a Hercegovinou. Dne 18. března byly uzavřeny všechny hraniční přechody se Slovinskem.
Ve Švédsku bylo od 17. března zakázáno cestovat do zemí mimo Evropské unie nebo Evropského hospodářského prostoru.
Maďarsko uzavřelo své hranice pro všechny cizí občany 16. března. 27. května otevřelo své hranice pro obyvatele Česka a Slovenska a poté je začalo postupně otevírat. Dne 15. července se Maďarsko rozhodlo vzhledem ke stavu v ostatních zemích zpřísnit režim na hranicích a zavedlo tzv. semaforový systém na jednotlivé země. Většina zemí světa byla označena červenou barvou. Vzhledem k rostoucímu počtu nakažených byly od 1. září na měsíc zavřeny hranice Maďarska. Pro občany zemí Visegrádské skupiny byla vyjednána výjimka, že pokud si zamluvili pobyt v Maďarsku před 1. zářím a měli negativní test na koronavirus, mohli do země vstoupit.
Rusko od 30. března uzavřelo své hranice se všemi státy i všechny hraniční přechody.

## Reakce Evropské unie
Již 17. ledna začal výbor EU pro zdravotní bezpečnost jednat o tomto koronaviru a 22. ledna varovala agentura ECDC (Evropské středisko pro prevenci a kontrolu nemocí) členské státy před potenciální epidemií.
První balíček představila předsedkyně Evropské komise Ursula von der Leyenová první balíček opatření ke zmírnění následků koronaviru se zaměřením na podporu zdravotní péče a krátkodobé působení na přímé ekonomické účinky.
V prosinci 2020 schválila Evropská léková agentura vakcínu Tozinameran od firem Pfizer a BioNTech a na začátku ledna 2021 schválila vakcínu mRNA-1273 od firmy Moderna.